# سارية الجبل
حادثة «يا سارية الجبل»: هي حادثة تاريخية ضمن التراث الإسلامي عن القدرة على التخاطر حدثت للصحابي سارية بن زنيم الدؤلي الكناني ببلاد فارس في خلافة أمير المؤمنين عمر بن الخطاب.
ويروي المؤرخون المسلمون أن الحادثة وقعت حوالي عام 645 ميلادية (23 هـ) أثناء خلافة أمير المؤمنين عمر بن الخطاب. ويعتبر الذين يعتقدون بصحة هذه الحادثة في يومنا هذا أنها تشكل مثالاً تاريخياً على القدرة على التخاطر. وهي مشهورة باسم «يا سارية الجبل».

## تفاصيل الحادثة
كان سارية بن زنيم الدؤلي الكناني أحد قادة جيوش المسلمين في فتوحات بلاد بلاد فارس سنة 645 م/23هـ، وبينما كان يقاتل المشركين على أبواب نهاوند في بلاد الفرس تكاثر عليه الأعداء. وفي نفس اليوم، كان أمير المؤمنيين عمر بن الخطاب يخطب يوم الجمعة على منبر رسول الله في المدينة، فإذا بعمر ينادي بأعلى صوته أثناء خطبته: «يا سارية الجبل، الجبل، من استرعى الذئب الغنم فقد ظلم».
وبعد انتهاء الخطبة تقدم الناس نحو عمر بن الخطاب وسألوه عن هذا الكلام فقال: «والله ماألقيت له بالاً، شيءٌ أتى على لساني.»
ثم قالوا لأمير المؤمنين علي بن أبي طالب وكان حاضراً: «ما هذا الذي يقوله أمير المؤمنين؟ وأين سارية منّا الآن؟»
فقال: «ويحكم! دعوا عمر فإنه ما دخل في أمر إلا خرج منه».
ثم ما لبث أن تبينت القصة فيما بعد، فقد قدم سارية على عمر في المدينة فقال: «يا أمير المؤمنين، تكاثر العدو على جنود المسلمين وأصبحنا في خطر عظيم، فسمعت صوتاً ينادي: «يا سارية الجبل، الجبل، من استرعى الذئب الغنم فقد ظلم». عندئذ التجأت بأصحابي إلى سفح جبل واتخذت ذروته درءاً لنا يحمي مؤخرة الجيش، وواجهنا الفرس من جهة واحدة، فما كانت إلا ساعة حتى فتح الله علينا وانتصرنا عليهم».
وفي رواية أخرى قيل أن عمر كان يخطب على مِنْبر النبي محمد يوم الجمعة، فعرض له في خطبتهِ أن قال: (يا ساريةُ، الجبلَ الجبلَ، من استرعى الذئب ظلم). فالتفت الناس بعضهم إلى بعض، فقال علي بن أبي طالب: ليخرجن مما قال، فلما فرغ من صلاته قال لهُ عليّ: ما شيء سَنَح لك في خُطْبتك؟ قال: وما هو؟ قال: قولك: (يا ساريةُ، الجبلَ، الجبلَ، من استرعى الذئب ظلم)، قال: وهل كان ذلك مني؟ قال: نعم. قال: وقع في خَلَدي أن المشركين هَزَموا إخواننا فركبوا أكتافهم، وأنهم يمرون بجبل، فإن عدلوا إليه قاتلوا من وجدوا، وقد ظفروا، وإن جاوزوا هلكوا، فخرج مني ما تزعم أنك سمعته. قال: فجاء البشير بالفَتْح بعد شهر، فذكر أنه سمع في ذلك اليوم، في تلك الساعة، حين جاوزوا الجبل، صوتًا يشبه صوت عمر: يا ساريةُ، الجبلَ الجبلَ، قال: فعدلنا إليه، ففتح الله علينا. 